# Otto Söllner
Otto Söllner (* 26. Juli 1903 in München; † 10. Mai 1983 in Freilassing) war ein deutscher Musikerzieher, Generaldirektor der Oper Trier und Dirigent u. a. des Saigoner Sinfonieorchesters.

## Leben und Werk
Söllner war Absolvent des Mozarteum in Salzburg. Als Dirigent war er anschließend in Krefeld (1926–1935), Aachen (1935–1939), Trier (1939–1940) und Gießen (1940–1944) tätig, bevor er 1947 Generaldirektor der Trierer Oper wurde. 1960 entsendete das Auswärtige Amt Söllner zum ersten Mal nach Südvietnam, wo er auf Wunsch der südvietnamesischen Regierung das Saigoner Sinfonieorchester leitete. Insgesamt blieb er mit der Unterstützung des Auswärtige Amts bis 1968 in Südvietnam. Ab 1963 war er vorwiegend als Musikpädagoge in Huế tätig. Nach der Tet-Offensive floh Söllner 1968 aus Vietnam und ließ sich in Freilassing nieder.